# Matsutempel van Dapengcheng
De Matsutempel van Dapengcheng is een taoïstische tempel die gewijd is aan de Chinese godin van de zee, Matsu. De tempel ligt in het ommuurde dorp Dapengcheng, Dapengbandao, Shenzhen, Volksrepubliek China. De tempel staat vlak bij de westerpoort van het dorp. 

## Geschiedenis
Hij kent een lange geschiedenis die begon tijdens de regeerperiode van de Ming-dynastie keizer Yongle (1403-1425). In die periode werd de oorspronkelijke tempel gebouwd. Tijdens de jaren vijftig van de 20e eeuw werd de tempel verwoest door de communistische Bond van het volk (人民公社) en tijdens de Culturele Revolutie werd hij met de grond gelijk gemaakt. Hierna bleven alleen het stenen naambord en een in steen gekerfde duilian over. In 1990 zamelden de dorpsbewoners en overzeese Chinezen van Dapengse afkomst geld in voor de herbouw van de tempel.

## Gebouw
Op het hoofdaltaar staat een beeld van Matsu. Zij wordt vergezeld van de beelden van Chaojiang en Wanghai. De huidige tempel beslaat 200 m². De toegang tot de tempel bestaat uit dertien traptreden. Bij de ingang van de tempel hangen de duilian "萬國仰神靈波平粵海" en "千秋綿俎豆澤溯蒲田". Deze verzen betekenen: "Tienduizend landen aanbidden de spirituele kracht die de Kantonese Zee tot bedaren brengt" en "Eeuwig zal de heiligheid stroomopwaarts keren naar Putian".

## Cultuur
De verjaardag van Matsu wordt jaarlijks op de 23e dag van de derde maand in de Chinese kalender gevierd. Om de vijf jaar tijdens Chinees nieuwjaar is er een taipingqingjiao, een religieus ritueel waarbij wordt gebeden om geluk en voorspoed in de regio. De laatste taipingqingjiao werd in 2010 gehouden. Daarbij werd een religieuze optocht gehouden waarbij het beeld van Matsu vele dorpen en gehuchtjes en hun Matsutempel(tje) van Dapeng langsging. Vooral vrouwen zijn bij dit ritueel betrokken. Boeddhistische monniken lopen mee in de processie waarbij ze religieuze muziek spelen en chanten. De taipingqingjiao is tijdens de strengste communistische periode verboden geweest. Het is pas sinds een paar jaar dat de taipingqingjiao weer wordt georganiseerd. Overzeese streekgenoten komen volop terug naar Dapeng om het feest mee te maken.